# Мемуары (Берлиоз)
«Мемуары» (фр. Mémoires), или «Мемуары Гектора Берлиоза» (фр. Mémoires de Hector Berlioz) — автобиографическое сочинение французского композитора и дирижёра Гектора Берлиоза. Представляет собой жизнеописание лидера французского музыкального романтизма, содержащее ценнейший биографический материал о его жизни и творчестве, мнениях и воспоминаниях о музыкальной и культурной жизни современной ему эпохи, как Франции, так и различных стран и городов, которые он посетил в ходе своей концертной деятельности.

## История создания
Создание «Мемуаров» Гектора Берлиоза осуществлялось в несколько этапов. Ещё в августе 1844 года им было опубликовано «Музыкальное путешествие по Германии и Италии», где наряду с материалами автобиографического характера содержались изданные ранее статьи о творчестве Людвига ван Бетховена, Кристофа Виллибальда Глюка, Карла Марии фон Вебера, а также статьи по ряду общемузыкальных тем и проблем.
Композитор приступил к созданию собственно «Мемуаров» 21 марта 1848 года в Лондоне, в сложный для себя период жизни и творчества, на фоне разворачивающихся не одобряемых им событий Европейских революций 1848—1849 годов («Весна народов»). В это время его прежние революционные предпочтения и иллюзии были разрушены, он испытывал неуверенность, сомнения и пессимизм, как в отношении искусства в целом, так и в отношении себя. Эти мрачные настроения нашли отражение как в самих воспоминаниях композитора, так и в выбранном им эпиграфе из пьесы почитаемого им Уильяма Шекспира «Макбет» («Жизнь — это только мимолётная тень…»). При создании «Мемуаров» он вновь обращается к «Музыкальному путешествию по Германии и Италии», добавляя к нему частично опубликованные заметки о путешествии по Австрии и России, пишет главы о своих детских и юношеских годах.

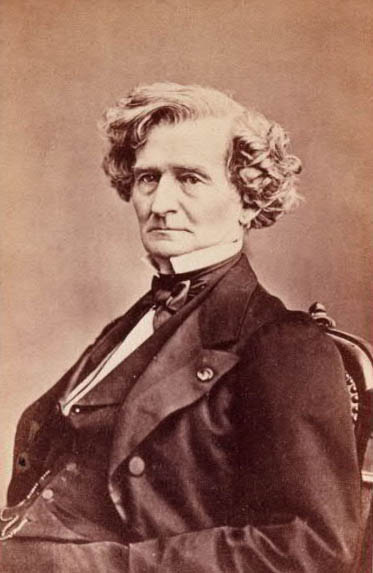
Фотография Берлиоза, из оригинального издания его «Мемуаров» (около 1865 года)

Обстоятельное первоначальное биографическое изложение прерывается 1854 годом, в октябре которого он закончил последнюю главу. В 1858 году к «Мемуарам» был добавлен «Постскриптум», в котором содержится анализ собственных произведений, стиля и творческих взглядов композитора. Впервые отдельные главы «Мемуаров» были опубликованы «Le Monde Illustré» в 1859 году. В середине 1860 годов Берлиоз вновь вернулся к своим автобиографическим материалам, дописав к ним «Послесловие», датированное им 1 января 1865 года, на котором, собственно, и заканчиваются «Мемуары». После этого автор принимает решение опубликовать их полностью. Однако по ряду причин подготовка к печати продвигалась медленно, и «Мемуары» были изданы только в 1870 году уже после смерти композитора.

## Содержание
Мемуары состоят из «Предисловия», 59 глав, «Постскриптума» и «Послесловия». Структура «Мемуаров» нетрадиционна, так как в них представлены и переплетаются различные литературные жанры, а биографическое повествование и письма соседствуют с критическими очерками, корреспондентскими статьями, небольшими новеллами и зарисовками, лирическими отступлениями и высказываниями автора. Так, биографическое повествование прерывается двумя сериями статей-корреспонденций, опубликованных в «Journal des débats», в которых освещаются события, связанные с концертными гастролями Берлиоза в качестве композитора и дирижёра в 1841—1842 годах в Германию, в 1845—1846 годах в Германию, Австрию, Венгрию и Чехию. Включённые в мемуары статьи написаны в форме писем, в которых содержатся ценные сведения, приводятся оценки и впечатления о музыкальной и культурной жизни стран и городов, которые посетил Берлиоз. По мнению биографа и исследовательницы творчества композитора А. А. Хохловкиной, этим статьям свойственен «свободный, непринуждённый тон, лёгкость „модуляций“ и перехода от темы к теме, остроумие и лиризм, свойственные и эпистолярному наследию Берлиоза».
В предисловии, датированном 21 марта 1848 года, Берлиоз указывает, что опубликованные о нём биографические сведения содержали столько неточностей, что он решился сам написать о своей «беспокойной трудовой жизни», что может представлять интерес для людей, интересующихся искусством. Кроме того, биографический и музыкальный опыт, полученный им, может дать представление о тех трудностях и препятствиях, которые стоят на жизненном пути композиторов, и поведать им полезные для них сведения.
«Мемуары» обладают несомненными литературными достоинствами, что объясняется как любовью и знанием композитором классической литературы, так и тем, что он был вынужден по материальным соображениям заниматься практически на протяжении всей творческой жизни литературно-публицистической деятельностью. Им было создано множество статей и фельетонов, которые выходили на протяжении более сорока лет, начиная с 1823 года по 1864 год, в различных парижских газетах.
В связи с особенностями создания, а также характером автора, «Мемуары» имеют субъективный характер, содержат ряд хронологических несоответствий и неточностей. Однако по искренности, отсутствию рисовки и попытке представить себя в более выгодном свете исследователи сравнивают «Мемуары» Берлиоза с «Исповедью» Жан-Жака Руссо. Как отмечал французский музыковед Жюльен Тьерсо, возможно, в «Мемуарах» не всё правда, но они до конца правдивы, отражая личное отношение Берлиоза к событиям. И. И. Соллертинский, советский музыковед, биограф и пропагандист творчества Берлиоза, писал, что полностью доверяться этим «взволнованным, ярко мелодраматическим, полным сверкающего остроумия и язвительных сарказмов страницам — нельзя». По его мнению, воспоминания композитора не являются исповедью в духе Руссо, а тем более это не точная хроника или летопись: «это скорее блестящий роман о самом себе, написанный к тому же с целью защиты дела своей жизни». Автор пристрастен с самого начала и до конца: «в этом его „нерв“ и покоряющая убедительность». По наблюдению Соллертинского, композитор искренне верит в то, что пишет, фактически досочиняя свою биографию, излагая события так, как он желал бы их видеть в действительности. Всё это, по замечанию музыковеда, привело к тому, что биографы Берлиоза «пролили немало чернил, чтобы восстановить подлинную историю жизни композитора».
По мнению Ромена Роллана, субъективные искажения, присущие «Мемуарам», объясняются в гораздо большей степени его остроумным и страстным воображением, чем намеренною злою волею. Все его маленькие «привиранья» созданы не для того, чтобы «обманывать других, а чтобы позабавить себя самого»: «Ошибки „Мемуаров“ были чересчур раздуты. Впрочем, Берлиоз сам предупреждает в своем предисловии, что он „будет говорить лишь то, что ему вздумается“, что он не пишет „Исповеди“. Кому придёт в голову поставить ему это в вину?»